# The Communards
A The Communards brit szintipop/hi-NRG/alternatív dance//pop/elektronikus zene/dance-pop duó volt, tagjai Jimmy Somerville és Richard Coles voltak. 1985-ben alakultak Londonban, és 1988-ban oszlottak fel. Legismertebb dalaik a "Don't Leave Me This Way" és a "Never Can Say Goodbye".
1985-ben alakultak, mikor Somerville kilépett előző együtteséből, a Bronski Beat-ből, és összefogott Richard Coles-szal. Somerville gyakran falzett hangon énekelt. Coles általában zongorázott, de egyéb hangszereken is játszott. Hozzájuk csatlakozott Dave Renwick basszusgitáros, aki a Bronski Beat-ben is játszott.
Első slágerük az 1985-ös "You Are My World" volt. Legnagyobb slágerük azonban a Harold Melvin and the Blue Notes "Don't Leave Me This Way" című dalának feldolgozása volt, amely az 1986-os év legkelendőbb kislemeze lett az Egyesült Királyságban.

## Diszkográfia
- Communards (1986)
- Red (1987)